# 今出川院近衛
今出川院近衛（いまでがわいんのこのえ、生没年不詳）は、鎌倉時代中期の女流歌人。今出河院近衛とも表記される。
藤原北家師実流大炊御門家庶流の鷹司家の出身で、父は大納言鷹司（藤原）伊平。陰明門院大炊御門麗子（土御門天皇中宮）は大叔母にあたる。今出川院西園寺嬉子（亀山天皇中宮）に仕える。
『続古今和歌集』以下の勅撰和歌集に26首入集。『和漢兼作集』には和歌だけでなく漢詩をも載せる。『徒然草』67段に以下のような記述があり、彼女が当時の歌壇において名声を得ていたことがわかる。
「今出川院近衛とて、集どもにあまた入りたる人は、若かりける時、常に百首の歌を詠みて、かの二つの社の御前の水にて書きて、手向けられけり。まことにやんごとなき誉れありて、人の口にある歌多し。作文・詞序など、いみじく書く人なり。」
（今出川院近衛という名の歌人は、多くの歌集に歌を選ばれた女性であるが、若い頃から常に百首の歌を詠むような才媛で、岩本神社と橋本神社の前の水で墨をすって歌を書いて、神社に奉納していた。これらの神社の本当に素晴らしいご利益があって、人の口にのぼるような良い歌を多く詠んだという。彼女は漢文や漢詩の序文なども上手に書く優れた人であった）
- 我が涙かかれとてしも黒髪のながくや人にみだれそめにし（新千載和歌集1215）
- 恨みてもなほ慕ふかな恋しさのつらさに負くるならひなければ（新拾遺和歌集1355）